# Ca sĩ

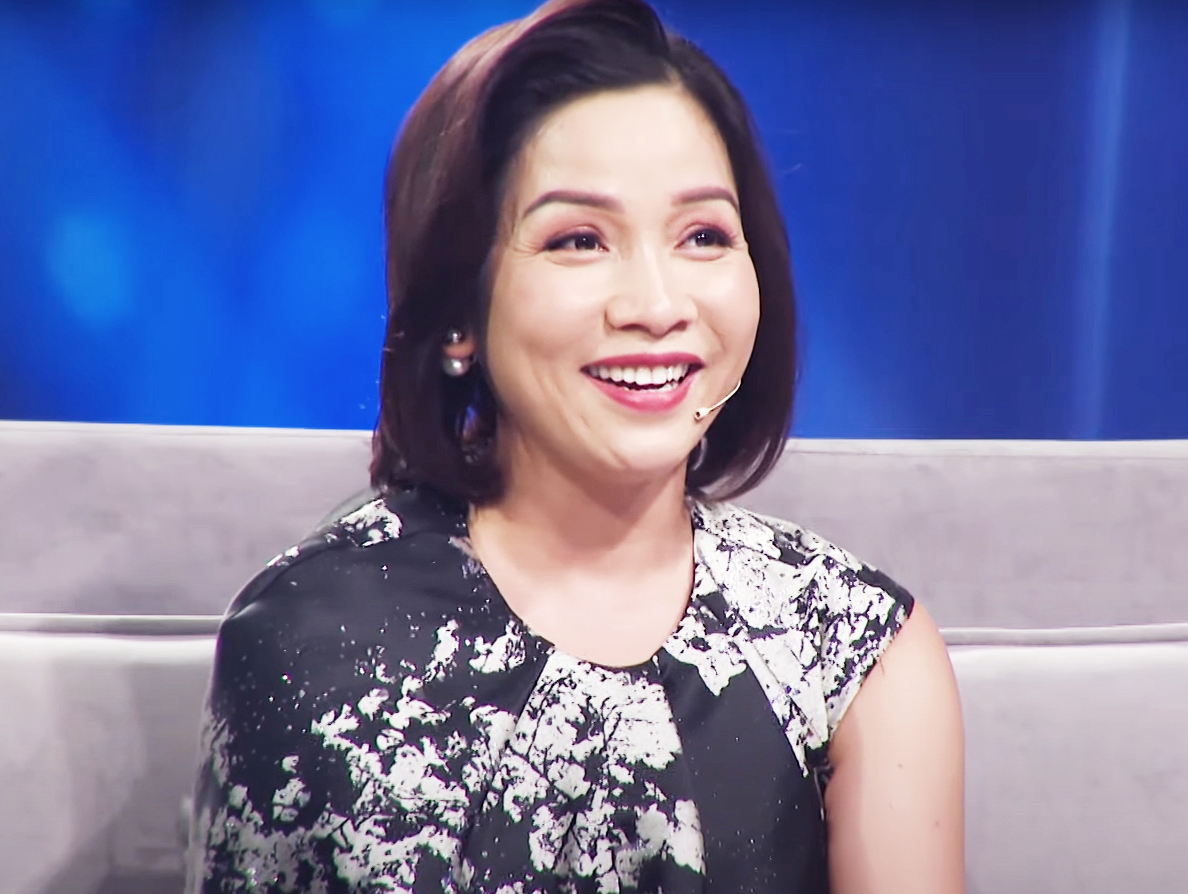
Theo VTV, ca sĩ Mỹ Linh là một trong những nghệ sĩ âm nhạc Việt Nam bán đĩa chạy nhất mọi thời đại, với doanh số hơn 2 triệu bản thu âm trên toàn quốc. Cô nổi tiếng với những màn trình diễn giọng hát nội lực, kỹ thuật và được VTV gọi là "Nữ hoàng R&B Việt Nam".

Ca sĩ là người thực hiện, biểu diễn các bài hát bằng giọng ca của bản thân mình với nhiều thể loại nhạc. 
Hát là một kĩ năng để tạo ra âm thanh bằng giọng hát của chính mình và các âm thanh được phát ra lớn hơn so với nói chuyện bình thường bởi giọng và âm điệu. Người thể hiện có thể biểu diễn những bài hát với các dụng cụ nhạc (sáo, đàn...) hoặc không. Hát thường được thực hiện với một nhóm các nhạc sĩ, còn gọi là hợp xướng, khi được tổng hợp nhiều giọng khác nhau hoặc có thể là một nhóm nhạc sĩ biểu diễn dùng công cụ nhạc như nhóm nhạc rock hoặc kiểu ban nhạc Baroque.
Theo một số định nghĩa thì các bài hát đều dựa trên tiếng nói trong xã hội, hầu như tất cả mọi người ai nói được đều hát được. Ca sĩ có thể hát theo quy tắc hoặc không hoặc hát những bài đã sáng tác hoặc tự sáng tác. Hát thường được thực hiện với mục đích cho tâm trạng, yêu thích, các buỗi văn nghệ, chương trình truyền hình... Muốn hát được chuyên nghiệp cần phải có nhiều thời gian luyện tập tận tụy thường xuyên và không ngừng nâng cao thanh giọng cho bản thân. Tuy nhiên cũng có một số trường hợp đặc biệt như ca sĩ Justin Bieber đã nổi tiếng vì được biết đến qua YouTube và còn nhiều ca sĩ khác được nổi tiếng nhờ mạng này. Các ca sĩ chuyên nghiệp thường tập trung vào một lĩnh vực âm nhạc. Họ thường phải học qua lớp khoa sư phạm âm nhạc (Vocal pedagogy) bởi các thầy giáo kinh nghiệm về âm giọng trong sự nghiệp ca hát của họ.